# ホイスト
ホイスト（英語: whist、/wɪst/）は、イギリスを発祥とするトランプを使ったトリックテイキングゲームの1つ。
プレイントリックゲームに属し、4人が2人ずつ2チームに分かれて勝敗を争う。18世紀-19世紀にかけて流行した。ブリッジの元になった伝統的なゲームである。世界的にはホイストはブリッジに淘汰されてしまったが、イギリスでは現在も最も人気のあるゲームのひとつである。

## 歴史
ホイストの歴史ははっきりしない点が多い。チャールズ・コットンの「The Compleat Gamester」（1674年）には、「Ruff and honours」というホイストによく似たゲームが記されているが、手札は12枚で、残った4枚の一番上をめくってそれを切り札とするものであった。切り札のAを持っている人がその4枚を手札に加え、いらない札をかわりに捨てることができた。それ以外はロング・ホイストと同様のゲームであったらしい。ホイストはこのゲームが元になっていると考えられる。
18世紀前半に科学的な理論に基づいた戦術が確立されると、ホイストは知的なゲームとして大流行した。エドモンド・ホイルが1742年に出版した「A Short Treatise on the Game of Whist」は権威のある書として多くの版を重ね、「ホイル」という語がゲームのルールブックの別名になった。
20世紀になると、ホイストにビッドの概念を追加したオークション・ブリッジや、その改良版であるコントラクトブリッジが発明され、もともとのホイストが遊ばれることはなくなっていった。
日本でも明治時代にウイスト・ウヰストなどの名前で紹介されたが、ポイントトリックゲームにアレンジされており、本来のホイストはほとんど流行しなかった。

## 遊び方
ここでは、もっとも基本的なショート・ホイストというバリエーションについて説明する。ルールは単純だが、奥が深いことが知られている。
- 通常の52枚のカードを使用する。ジョーカーは使用しない。
- 競技者は4人で、2人ずつ2チームに分かれる。チームのパートナー同士は向き合ってすわる。
- 4人の中からディーラーを1人決める。ディーラーは自分の左隣からはじめて、時計回りに全員にカードを均等に（13枚ずつ）配る。ただし、ディーラー自身の手札となる最後の1枚は全員に公開する。そのカードのスートが、その回のプレイにおける切り札となる。ディーラーは、最初のトリックをプレイするまで、そのカードを自分の手札に戻してはならない。
- プレイは時計回りに進行する。最初のトリックは、ディーラーの左隣の人がリードする。プレイそのもののルールは一般のトリックテイキングゲームと同じで、マストフォロールールに従う。
- 13回のトリックが終了したら、7つ以上のトリックを取ったチームが、トリック数から6を引いた数を得点に加える。トリック数から6を引いた数のことをオッド・トリック（odd tricks）という。
- ゲームはどちらかのチームが5点を取ったところで終了する。イギリスでは通常3ゲーム中2ゲーム先取した側を勝ちとする。これをラバー（rubber）という。アメリカではゲームを7点とすることが多い。

## ロング・ホイスト
ロング・ホイストは、ショート・ホイストよりも古いルールである。基本的な部分はショート・ホイストと同じだが、ゲームは9点先取で終了する。チームの手札の中にオナー・カード（honour cards、切り札スートのA・K・Q・J）が3枚または4枚あるとボーナス点が得られる。3枚なら2点・4枚なら4点。ただしオナー・カードによるボーナス点はオッド・トリックによる点数のあとに加算されるが、このボーナス点によってゲームを取ることはできない。すなわち、たとえば現在6点のチームが、7トリックを取って、かつ4枚のオナー・カードを持っていた場合、6+1+4 で11点になるのではなく、8点にしかならない。

## フィクションに登場するホイスト
- ジュール・ヴェルヌの小説『八十日間世界一周』では、主人公フィリアス・フォッグが作中でしばしば、他の登場人物を相手にホイストに興じるシーンが描かれている。
- セシル・スコット・フォレスターの小説『ホーンブロワーシリーズ』の主人公ホレイショ・ホーンブロワーがシリーズ通してホイストを得意にしている。
- ポオの「モルグ街の殺人」では、ホイストが分析力を必要とするゲームであることが熱く語られている。
- シャーロック・ホームズシリーズでは登場人物が直接ホイストをプレイしているシーンは無いが、「空き家の冒険」において被害者が殺害される直前にホイストの三番勝負を行っていたり、「赤毛組合」では銀行の頭取が「土曜の夜にホイストをしないなんて」と発言するなどの描写がある。